# Avro Aldershot
Die Avro 549 Aldershot war ein einmotoriger Doppeldecker des britischen Flugzeugherstellers Avro. Die als Langstreckenbomber konzipierte Aldershot war die erste Entwicklung eines Militärflugzeuges nach dem Ersten Weltkrieg durch Avro.

## Geschichte
Mit der Aldershot entwickelte Avro-Chefkonstrukteur Roy Chadwick die erste Maschine dieses Herstellers mit einer Tragflächenunterkonstruktion aus Stahlrohrrahmen.
Die Kabine war zweistöckig ausgebildet. Im oberen Deck fanden Pilot und Kopilot nebeneinander Platz, die Maschine war mit einer Doppelsteuerung ausgestattet. Hinter den Pilotensitzen befand sich der Platz für den Bordschützen, der ein Lewis-MG bediente. Im unteren Deck, über eine Leiter vom oberen Deck zu erreichen, war Platz für Navigator und Bombenschützen.
Die ersten beiden Prototypen, als Aldershot I bezeichnet, waren für Vergleichsflüge mit dem Konkurrenzmuster De Havilland DH.27 Derby vorgesehen. Sie wurden Anfang 1922 vom Avro-Cheftestpiloten Bert Hinkler eingeflogen. Ausgestattet waren die Prototypen mit einem V12-Motor Rolls-Royce Condor III. Die Tests führten zu Modifikationen im Bereich der Ruder.
So umgerüstet nahm einer der Prototypen am Hendon RAF Display am 24. Juni 1922 teil und gewann eines der veranstalteten Rennen. Danach wurde diese Maschine im Avro-Werk in Hendon versuchsweise mit einem von sechs im Jahre 1919 vom britischen Luftfahrtministerium zum Stückpreis von damals 10.000 britischen Pfund beschafften 1.000-hp-Napier-Cub-Motoren ausgestattet. Dieses wassergekühlte 16-Zylinder-Aggregat hatte ein Gewicht von etwa 1.110 kg, so dass die Zelle des Flugzeuges für diese enorme Belastung verstärkt werden musste. Außerdem war die Montage eines vierrädrigen Hauptfahrwerkes erforderlich. Als Aldershot II flog diese Version erstmals am 15. Dezember 1922 vor Vertretern des Luftfahrtministeriums. Bert Hinkler war in der Lage, die gewaltige Kraft dieser Maschine eindrucksvoll in Szene zu setzen.
Danach wurde die Aldershot II bei verschiedenen Gelegenheiten im In- und europäischen Ausland vorgestellt, wurde aber im Oktober 1923 auf die ursprüngliche Motorisierung zurückgerüstet.
Das britische Luftfahrtministerium orderte im Jahre 1923 eine Serie von 15 Maschinen, baugleich mit der Aldershot I, jedoch mit der Möglichkeit, eine interne Bombenlast von 2.000 lb (ca. 907 kg) im Rumpf der Maschine unterzubringen. So wurden diese Maschinen von Avro als 549 Aldershot III ausgeliefert. Für den relativ kurzen Zeitraum von zwei Jahren waren die Aldershot III bei der No. 99 Squadron in Bircham Newton, Norfolk, hauptsächlich als Nachtbomber, stationiert, bevor sie dort ausgemustert und durch die zweimotorigen Handley Page Hyderabad ersetzt wurden.
Eine Maschine wurde testweise mit einem 850 hp (634 kW/862 PS) starken 6-Zylinder-Reihenmotor Beardmore Typhoon I ausgestattet und erhielt in dieser Ausführung die Bezeichnung Avro 549C Aldershot IV. Die Maschine wurde im Januar 1927 geflogen.
Eine Standard-Aldershot III wurde mit einem Stahlfahrwerk ausgestattet und als Avro 549M bezeichnet.

## Aufbau
Die Avro 549 war ein dreistieliger, verspannter Doppeldecker mit faltbaren Tragflächen gleicher Breite. Die Tragflächen bestanden aus einer mit Stoff bespannten Stahlrohrrahmenkonstruktion. Alle vier Tragflächen waren mit Querrudern versehen. Auf der Oberseite der oberen Tragflächen befanden sich zwei Auftriebshilfen.
Der Rumpf war eine im Kabinenbereich mit Sperrholz verkleidete Holzkonstruktion, ansonsten mit Stoff bespannt. Das Fahrwerk bestand aus einem starren zweirädrigen Hauptfahrwerk und einem starren Hecksporn.

## Militärische Nutzung
Vereinigtes Königreich
- Royal Air Force

## Technische Daten
| Kenngröße                   | Daten der Aldershot III                                  |
| --------------------------- | -------------------------------------------------------- |
| Länge                       | 13,72 m                                                  |
| Höhe                        | 4,65 m                                                   |
| Spannweite                  | 20,73 m                                                  |
| Flügelfläche                | 98,89 m²                                                 |
| Leermasse                   | 2862 kg                                                  |
| Max. Startmasse vollgetankt | 4882 kg                                                  |
| Antrieb                     | ein V12-Motor Rolls-Royce Condor III mit 485 kW (659 PS) |
| Höchstgeschwindigkeit       | 177 km/h                                                 |
| Marschgeschwindigkeit       | 148 km/h                                                 |
| Dienstgipfelhöhe            | 4420 m                                                   |
| Reichweite                  | ca. 1000 km                                              |
| Besatzung                   | 4                                                        |